# Nellie Taraba Wallberg
Nellie Taraba Wallberg (* 30. März 2007) ist eine schwedische Tennisspielerin.

## Karriere
Taraba Wallberg begann im Alter von vier Jahren mit dem Tennissport und bevorzugt laut ITF-Profil Hartplätze. Sie spielt vorrangig auf der ITF Women’s World Tennis Tour, wo sie bislang aber noch keinen Titel gewinnen konnte.
2023 erhielt sie im Juli eine Wildcard für das Hauptfeld im Dameneinzel der Nordea Open, ihrem ersten Turnier der WTA 125-Serie. Mit einem 3:6, 6:4 und 6:3 über ihre Landsfrau Caijsa Wilda Hennemann gelangte sie ins Achtelfinale, wo sie dann gegen Olga Danilović mit 0:6 und 2:6 verlor.
2024 startete sie bei den French Open, wo sie im Juniorinneneinzel mit 6:3, 3:6 und 2:6 gegen Malak El Allami in der ersten Runde verlor. Im Juniorinnendoppel trat sie mit Lea Nilsson an. Die beiden erreichten mit einem 6:4, 4:6 und [10:8] gegen Eleejah Inisan und Alice Soulié das Achtelfinale, wo sie dann gegen Tyra Caterina Grant und Iva Jovic mit 2:6 und 6:71 verloren. In Wimbledon startete sie in der Qualifikation zum Juniorinneneinzel, wo sie in der ersten Runde gegen Hannah Rylatt gewann, dann aber in der zweiten Runde gegen Mika Buchnik verlor. Im Juli erhielt sie bei den Nordea Open eine Wildcard für das Hauptfeld im Einzel, wo sie aber bereits in der ersten Runde gegen die an Position zwei gesetzte Jaqueline Cristian mit 2:6 und 2:6 verlor. Im Doppel erreichte sie an der Seite ihrer Partnerin Linea Bajraliu mit einem 6:1 und 6:4 über die Paarung Tamara Korpatsch und Prarthana Thombare das Viertelfinale, wo die beiden dann aber gegen Sabrina Santamaria und Renata Zarazúa mit 1:6 und 4:6 verloren. Bei den US Open schlug sie in der ersten Runde der Qualifikation zum Juniorinneneinzel Maya Rani Dutta mit 6:3 und 6:3, bevor sie in der zweiten Qualifikationsrunde gegen Capucine Jauffret mit 6:72, 6:4 und [10:12] verlor.
2025 verlor sie zum Jahresbeginn bei den Australian Open im Juniorinneneinzel gegen Hannah Klugman mit 1:6 und 1:6 und Juniorinnendoppel an der Seite von Sonja Zhenikhova jeweils in der ersten Runde.
Im Jahr 2024 spielte Taraba Wallberg erstmals für die schwedische Billie-Jean-King-Cup-Mannschaft, wo sie zwei Doppel bestritt und beide verlor.

## Persönliches
Nellie ist die Tochter von Toni Taraba und der Boxerin und ehemaligen WBC-Weltmeisterin im Superfedergewicht, Frida Wallberg.